# Konflikt FIA-FOTA
Konflikt FIA-FOTA – konflikt w Formule 1, który miał miejsce w 2009 roku pomiędzy FIA (organizacji zajmującej się organizacją m.in. wyścigów Formuły 1) oraz FOTA (związkiem zrzeszającym zespoły Formuły 1). Przez niektórych uważany za największy konflikt w historii Formuły 1.
Konflikt rozpoczął się, gdy FIA zadecydowała o ograniczeniu budżetów zespołów Formuły 1 na sezon 2010 do 40 milionów funtów szterlingów przy pełnej swobodzie technicznej (istniała też możliwość posiadania nieograniczonego budżetu, ale przy ograniczeniach natury technicznej). Ten limit wywoływał kontrowersje jeszcze przed jego wprowadzeniem, a jego wejście w życie nie zadowoliło FOTA, która chciała przeprowadzić na ten temat rozmowy z FIA, do których doszło 15 maja. Nie osiągnięto podczas nich kompromisu, chociaż zwolennikiem ograniczeń jest m.in. Frank Williams. Bernie Ecclestone oświadczył, że obie strony są zdania, że podwójny system nie powinien mieć miejsca. Do tego czasu wszystkie zespoły były do sezonu 2010 Formuły 1 zgłoszone warunkowo (tzn. oświadczyły, że wystartują w niej w tymże sezonie, gdy zostanie osiągnięty kompromis), a najbardziej odejściem w razie braku kompromisu groziło Ferrari, co wywołało różne opinie na ten temat. Jako pierwszy wyłamał się Williams, który bezwarunkowo wysłał zgłoszenie startów do sezonu 2010, za co został zawieszony w członkostwie FOTA. Śladem Williamsa poszedł zespół Force India. Tymczasem kolejne spotkanie, 22 maja, nie dało efektów. Max Mosley uważał, że ograniczenia przyczynią się do zwiększenia ilości zespołów w Formule 1, co jest konieczne (istotnie, do nowego sezonu zgłosiło się 11 nowych chętnych zespołów), FOTA natomiast w zamian za kompromis zaoferowała plan pomocy dla nowych zespołów.
Pojawiły się informacje, że Ferrari, Red Bull i Toro Rosso wysłały bezwarunkowe zgłoszenia, ale zespoły te zaprzeczyły tym doniesieniom.
W sprawę włączyli się również kierowcy, którzy między innymi przed Grand Prix Turcji rozmawiali z FOTA na temat sytuacji w Formule 1. Ponadto poparcie dla udziału w potencjalnej, alternatywnej serii i gotowość opuszczenia Formuły 1 wyrazili między innymi Felipe Massa, Mark Webber, Nick Heidfeld, Fernando Alonso, czy Lewis Hamilton.
16 czerwca FIA ogłosiła, że ograniczenia budżetowe wejdą w życie. Mimo że Mosley dzień później wyraził gotowość pójścia na kompromis, to 19 czerwca FOTA zdecydowała się na odejście z Formuły 1 i utworzenie przez zespoły BMW Sauber, Brawn, Ferrari, McLaren, Red Bull, Renault, Toro Rosso oraz Toyota nowej, alternatywnej serii wyścigowej. W oświadczeniu FOTA napisała:

Zespoły [...] nie mają więc innej alternatywy, jak rozpocząć przygotowania do nowych mistrzostw, które odzwierciedlać będą wartości ich uczestników oraz partnerów. Seria ta będzie posiadała przejrzyste zarządzanie, pojedynczy zestaw zasad, zachęcała więcej uczestników oraz słuchała życzeń swoich fanów, włączając w to niższe opłaty dla widzów na całym świecie, partnerów oraz innych ważnych akcjonariuszy. Najwięksi kierowcy, gwiazdy, marki, sponsorzy, promotorzy i firmy historycznie powiązane z najwyższym szczeblem motosportu – wszyscy będą mieli okazję zaistnieć w nowej serii. [...] FIA oraz właściciel praw komercyjnych prowadzili kampanię, mającą na celu podzielenie FOTA. Życzenia większości zespołów są ignorowane. Ponadto, dziesiątki milionów dolarów nie zostały wypłacone wielu zespołom przez właściciela praw komercyjnych, sięgając aż 2006 roku. Pomimo tego, oraz niesprzyjającego środowiska, FOTA naprawdę szukała kompromisu.

Fakt ten nie miał oznaczać jednak, że zespoły te nie wystartują w Formule 1 w sezonie 2010, a jedynie zaczną prace nad nową serią wyścigową, konkurencyjną dla Formuły 1.
Jednakże 24 czerwca FIA oraz FOTA doszły do porozumienia, dzięki czemu nie zostanie utworzona nowa seria wyścigowa, a w sezonie 2010 Formuły 1 wystartuje 13 zespołów, z czego 3 nowe.